# 4604-es mellékút (Magyarország)
A 4604-es számú mellékút egy közel 30 kilométer hosszú, négy számjegyű mellékút Pest vármegyében, a fővárosi agglomeráció dél-pesti részén. Ócsa megközelítésének és helyi közlekedésének talán legfontosabb útvonala, ez kapcsolja össze Budapest XXIII. kerületével éppúgy, mint az 5-ös főút mentén tőle délebbre fekvő jelentősebb településekkel. Az 5-ös főút 1930-as évekbeli nyomvonal-korrekciója során fokozták le mellékkúttá.

## Nyomvonala
Az 5-ös főút 19+300-as kilométerszelvényénél lévő körforgalmú csomópontból ágazik ki, pontosan Budapest és Alsónémedi határvonalán. Kelet felé indul, de alig 150 méter után délkeletnek fordul, és teljesen alsónémedi területen folytatódik. Szűk 2,5 kilométer után egy körforgalmú csomópontja következik, ami egy logisztikai központot szolgál ki, majd a 4. kilométerénél egy hasonlóan kialakított csomóponttal keresztezi a Vecsést Alsónémedivel összekötő 4602-es utat. A települést egyébként ennél jobban nem érinti: amikor, majdnem pontosan a 6. kilométerénél újabb körforgalma következik, ott már – néhány lépés óta – Ócsa területén jár.
Az előbbi körforgalomban a 4617-es út ágazik ki belőle délnyugatnak, Alsónémedi déli része és az 5-ös főút felé, a 4604-es pedig tovább folytatódik délkelet felé. Nem sokkal a 8. kilométere előtt eléri Ócsa első házait, ott a Bajcsy-Zsilinszky utca nevet veszi fel. A központban, kevéssel a 9. kilométere után beletorkollik északnyugat felől (hegyes szögben) a 46 104-es számú mellékút – az ócsaiak ezen tudják legkönnyebben elérni az 5-ös főutat és Alsónémedi központját, illetve ezen közelíthető meg az Ócsai Madárvárta is –, északkelet felé pedig ugyanott kiágazik belőle a 46 304-es út, Ócsa vasútállomásra.

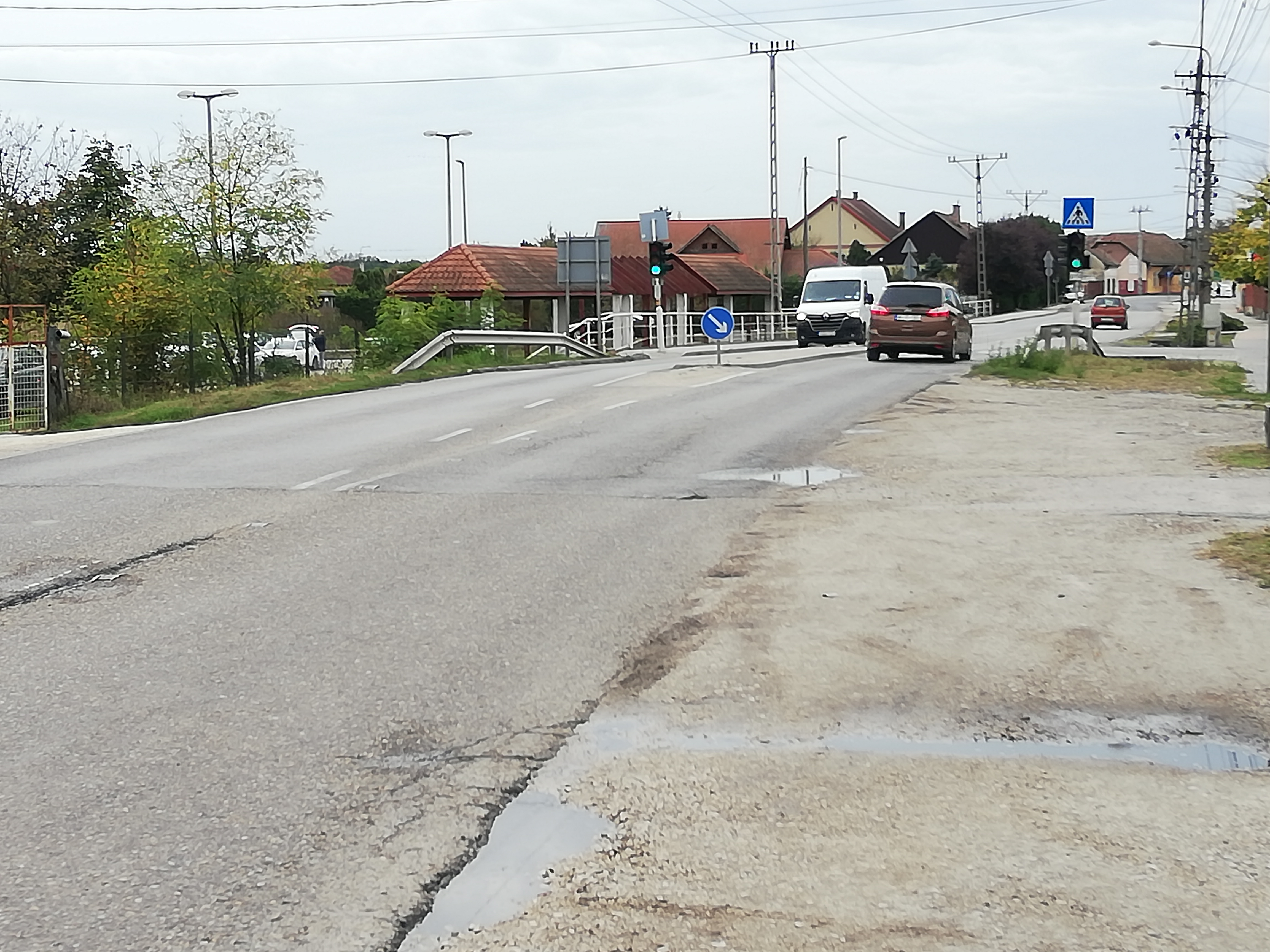
Az út a 4603-as betorkollása közelében Ócsán, a városközpont felé nézve

9,5 kilométer után, a központ déli részén egy elágazáshoz ér: egyenes irányban, tovább dél-délkelet felé az 52 104-es számozású út indul – ez is kivezet az 5-ös főútra, továbbá összeköti Ócsát Felsőbabád nevű településrészével és Bugyival –, a 4604-es számozást pedig a kelet-északkelet felé, Kiss János utca néven induló út viszi tovább. A 9+900-as kilométerszelvényénél beletorkollik az Üllőről, más logika szerint Mendéről induló 4603-as út (bő 16, vagy bő 24 kilométer megtétele után), ami után keletebbi irányt vesz. A 11. kilométere után a Budapest–Lajosmizse–Kecskemét-vasútvonal vágányai mellé simul, a 11+600-as kilométerszelvénye táján keresztezi a vasutat és annak túlsó, északi oldalán halad tovább. 12,5 kilométer után elhalad a már megszüntetett Ócsai szőlők megállóhely mellett – előtte egy iparvágányt is keresztez –, a 15. kilométere után pedig átlép Inárcs területére.
A 15+850-es kilométerszelvényénél kiágazik belőle délnyugat felé a 46 107-es számú mellékút, amiről egyelőre nem világos, hogy hova vezet és miért minősül állami közútnak; fél kilométerrel arrébb pedig északkelet felé a 46 106-os út, amely Inárcs lakott területének északi részébe vezet. 16,5 kilométer után az út újra keresztezi a vasutat, majd el is válnak egymástól, mivel az út itt egyre délebbi irányt vesz. A 19. kilométerénél ér újabb keresztezéshez: az a 46 108-as út keresztezi, amely egy több mint 13 kilométer hosszú, öt számjegyű útvonal, és Újhartyán, Kakucs és Inárcs központján is végighúzódva egészen Dabas legészakibb részeiig vezet.
20,3 kilométer után éri el az út Inárcs, Kakucs és Dabas hármashatárát, innentől a két utóbbi település határvonalát követi, egészen a 22. kilométeréig, ahol is teljesen dabasi területre lép. 300 méter után újból keresztezi a lajosmizsei vasútvonal sínjeit, innentől az Öregországút nevet viseli. Nem sokkal a 24. kilométere után keresztezi a Pilis–Dabas közti 4606-os utat, amely itt a 29. kilométerénél jár, szinte pontosan két kilométer után pedig újabb keresztezése következik: itt az 52 108-as számú mellékúttal metszik egymást, amely Dabas központjának déli részétől húzódik a csaknem 5 kilométerre fekvő Dabasiszőlők településrészig. Utolsó méterein még egyszer keresztezi a vasutat, majd beletorkollik az 5-ös főútba, annak 47+750-es kilométerszelvényénél.
Teljes hossza, az országos közutak térképes nyilvántartását szolgáló kira.gov.hu adatbázisa szerint 28,820 kilométer.

## Települések az út mentén
- (Budapest XXIII. kerülete)
- (Alsónémedi)
- Ócsa
- (Inárcs)
- (Kakucs)
- Dabas